# Supercoupe du Japon de football 2018
Navigation
Édition précédente Édition suivante
L'édition 2018 de la Supercoupe du Japon est la 25e de la Supercoupe du Japon et se déroule le 10 février 2018 au Stade Saitama 2002 à Saitama au Japon.
Les règles du match sont les suivantes : la durée de la rencontre est de 90 minutes, puis, en cas de match nul, les deux équipes se départageront directement lors d'une séance de tirs au but.
Le match oppose le Kawasaki Frontale, vainqueur de la J League 2017, face au Cerezo Osaka, vainqueur de la Coupe du Japon 2017.

## Feuille de match
| Kawasaki ·    |                   |     |
| Titulaires :  |                   |     |
|               |                   |     |
| 01            | Jung Sung-ryong   |     |
| 06            | Yusuke Tasaka     | 52e |
| 05            | Shogo Taniguchi   |     |
| 03            | Tatsuki Nara      |     |
| 07            | Shintaro Kurumaya |     |
| 21            | Eduardo Neto      |     |
| 19            | Kentaro Moriya    | 46e |
| 41            | Akihiro Ienaga    | 79e |
| 14            | Kengo Nakamura    | 46e |
| 08            | Hiroyuki Abe      | 71e |
| 11            | Yu Kobayashi      |     |
|               |                   |     |
| Remplaçants : |                   |     |
| 30            | Shota Arai        |     |
| 02            | Kyohei Noborizato |     |
| 25            | Hidemasa Morita   | 52e |
| 10            | Ryota Oshima      | 46e |
| 16            | Tatsuya Hasegawa  | 71e |
| 20            | Kei Chinen        | 79e |
| 04            | Yoshito Okubo     | 46e |
|               |                   |     |
| Entraîneur :  |                   |     |
| Toru Oniki    |                   |     |

| Cerezo ·       |                   |     |
| Titulaires :   |                   |     |
|                |                   |     |
| 21             | Kim Jin-hyeon     |     |
| 02             | Riku Matsuda      |     |
| 23             | Tatsuya Yamashita |     |
| 22             | Matej Jonjić      |     |
| 14             | Yusuke Maruhashi  | 81e |
| 07             | Kota Mizunuma     | 64e |
| 24             | Kazuya Yamamura   |     |
| 06             | Hotaru Yamaguchi  |     |
| 10             | Hiroshi Kiyotake  | 64e |
| 08             | Yoichiro Kakitani | 46e |
| 09             | Kenyu Sugimoto    | 81e |
|                |                   |     |
| Remplaçants :  |                   |     |
| 27             | Kenta Tanno       |     |
| 05             | Yusuke Tanaka     | 81e |
| 26             | Daichi Akiyama    | 81e |
| 17             | Takaki Fukumitsu  | 64e |
| 13             | Toshiyuki Takagi  | 64e |
| 18             | Yang Dong-hyen    | 46e |
|                |                   |     |
| Entraîneur :   |                   |     |
| Yoon Jong-hwan |                   |     |

| Kawasaki ·    |                   |     |
| Titulaires :  |                   |     |
|               |                   |     |
| 01            | Jung Sung-ryong   |     |
| 06            | Yusuke Tasaka     | 52e |
| 05            | Shogo Taniguchi   |     |
| 03            | Tatsuki Nara      |     |
| 07            | Shintaro Kurumaya |     |
| 21            | Eduardo Neto      |     |
| 19            | Kentaro Moriya    | 46e |
| 41            | Akihiro Ienaga    | 79e |
| 14            | Kengo Nakamura    | 46e |
| 08            | Hiroyuki Abe      | 71e |
| 11            | Yu Kobayashi      |     |
|               |                   |     |
| Remplaçants : |                   |     |
| 30            | Shota Arai        |     |
| 02            | Kyohei Noborizato |     |
| 25            | Hidemasa Morita   | 52e |
| 10            | Ryota Oshima      | 46e |
| 16            | Tatsuya Hasegawa  | 71e |
| 20            | Kei Chinen        | 79e |
| 04            | Yoshito Okubo     | 46e |
|               |                   |     |
| Entraîneur :  |                   |     |
| Toru Oniki    |                   |     |

| Cerezo ·       |                   |     |
| Titulaires :   |                   |     |
|                |                   |     |
| 21             | Kim Jin-hyeon     |     |
| 02             | Riku Matsuda      |     |
| 23             | Tatsuya Yamashita |     |
| 22             | Matej Jonjić      |     |
| 14             | Yusuke Maruhashi  | 81e |
| 07             | Kota Mizunuma     | 64e |
| 24             | Kazuya Yamamura   |     |
| 06             | Hotaru Yamaguchi  |     |
| 10             | Hiroshi Kiyotake  | 64e |
| 08             | Yoichiro Kakitani | 46e |
| 09             | Kenyu Sugimoto    | 81e |
|                |                   |     |
| Remplaçants :  |                   |     |
| 27             | Kenta Tanno       |     |
| 05             | Yusuke Tanaka     | 81e |
| 26             | Daichi Akiyama    | 81e |
| 17             | Takaki Fukumitsu  | 64e |
| 13             | Toshiyuki Takagi  | 64e |
| 18             | Yang Dong-hyen    | 46e |
|                |                   |     |
| Entraîneur :   |                   |     |
| Yoon Jong-hwan |                   |     |